# 莫尔坦博卡日
莫尔坦博卡日（法語：Mortain-Bocage，法語發音：[mɔʁtɛ̃ bɔkaʒ]）是法国芒什省的一个市镇，属于阿夫朗什区。该市镇于2016年由原市镇莫尔坦、比永、图谢圣母村、圣让迪科拉伊和维勒希安合并而成，行政中心位于莫尔坦。

## 地名
该地名“莫尔坦博卡日”（Mortain-Bocage）由两部分组成：“莫尔坦”（Mortain），该市镇的前身及主体；“博卡日”（Bocage），法语意为“树篱田”。

## 地理
莫尔坦博卡日（48°38'55.0"N, 0°56'23.0"W）面积62.63 平方千米，位于法国诺曼底大区芒什省，该省份为法国西北部沿海省份，西、北、东北三面环大西洋，东起顺时针与卡爾瓦多斯省、奧恩省、马耶讷省和伊勒-维莱讷省接壤。
与莫尔坦博卡日接壤的市镇（或旧市镇、城区）包括：勒讷堡、罗马尼-丰特奈、圣克莱芒-朗库德赖、勒泰约勒、巴朗通、拉庞蒂。
莫尔坦博卡日的时区为UTC+01:00、UTC+02:00（夏令时）。

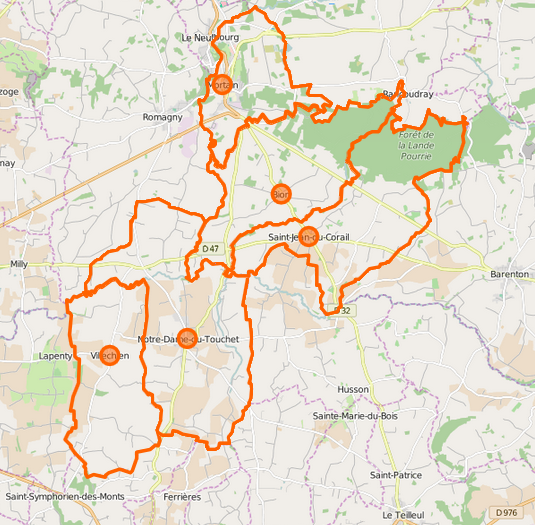
莫尔坦博卡日的OSM定位图

## 行政
莫尔坦博卡日的邮政编码为50140，INSEE市镇编码为50359。

## 政治
莫尔坦博卡日所属的省级选区为勒莫尔泰奈县。

## 人口

1962-2008年间莫尔坦博卡日人口变化图示

莫尔坦博卡日于2022年1月1日时的人口数量为2954人。